# Constance Spry (Rose)
Die Rosensorte Constance Spry, syn. 'AUSfirst', 'AUStance' ist die erste Englische Rose, die von David Austin in Zusammenarbeit mit Graham Thomas (Sunningdale Nurseries) 1961 gezüchtet wurde. Sie ist ein Abkömmling der Gallica-Rose Belle Isis und der Floribundarose Dainty Maid. Sie gilt als die archetypische Englische Rose.
Benannt wurde sie nach der englischen Floristin Constance Spry (1886 bis 1960).

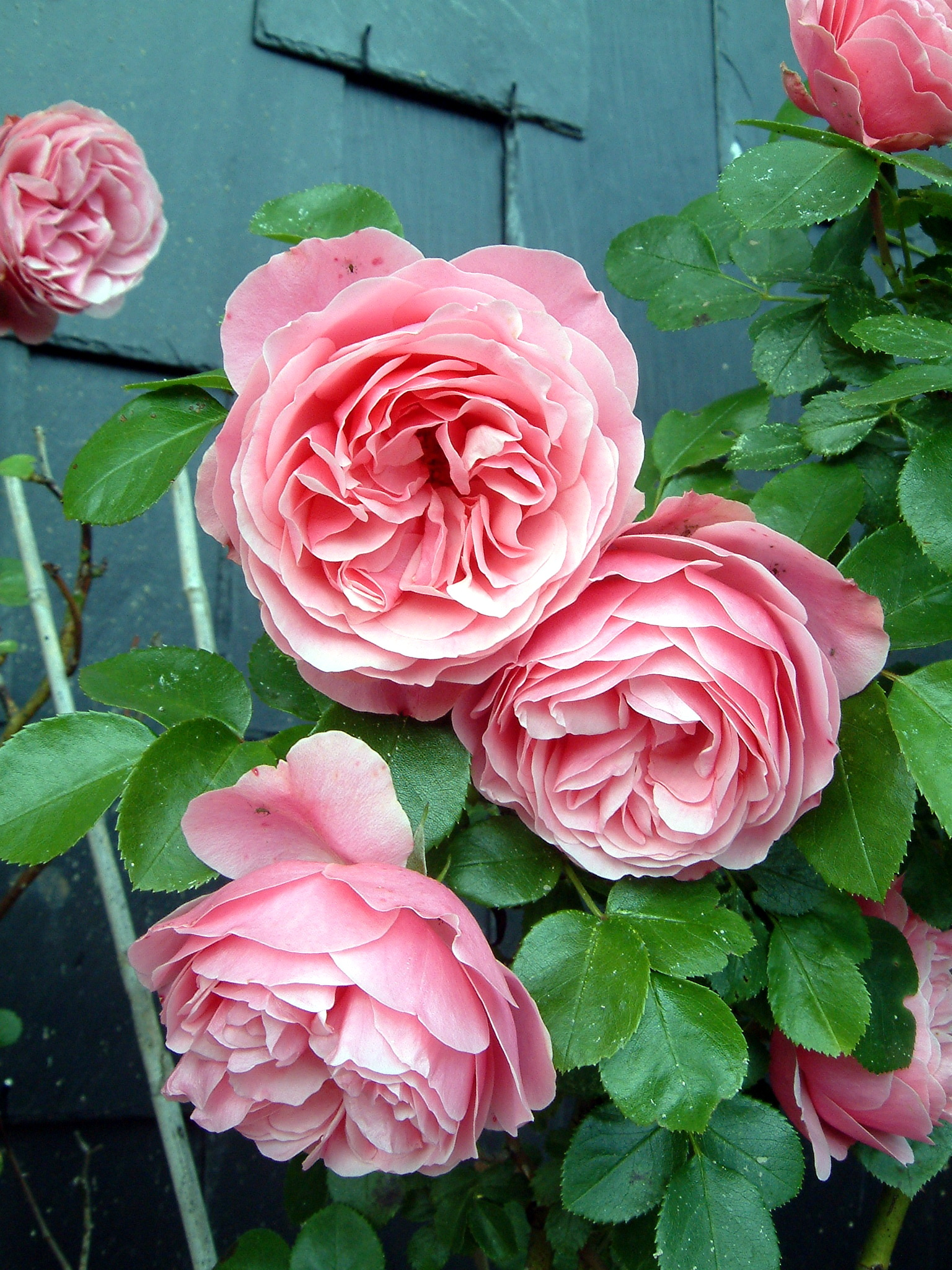
Rose 'Constance Spry'

## Ausbildung
Die großen kugeligen bis kelchförmigen, locker gefüllten Blüten duften teerosenartig intensiv nach Myrrhe. Die äußeren Blütenblätter sind blassrosa, während die inneren Blätter eine rein rosa Färbung aufweisen.
Die etwa 13 cm großen Blüten treten in kleinen, langstieligen Büscheln an leicht überhängenden Zweigen auf.
'Constance Spry' bildet einen großen Strauch mit schlanken Trieben aus, die mit zahlreichen kleinen Stacheln und graugrünen Blättchen besetzt sind. In mitteleuropäischen Breiten wird die Rose etwa 1,80 m hoch und 1,80 m breit. Darüber hinaus eignet sie sich besonders als Kletterrose. Dann kann die Rose bis 3,5 m hoch werden.
Die nicht-remontierende Rose blüht üppig im Frühsommer. Die Pflanze ist anfällig gegen Sternrußtau und Mehltau.
Die Strauchrose eignet sich zur Bepflanzung von Bauerngärten, formalen Gärten sowie Blumenrabatten und ist in vielen Rosarien zu finden. Häufig werden mit 'Constance Spry' auch Spaliere und Rosenbögen bepflanzt. Berühmt sind die Pflanzungen dieser Rose im Garten der Mottisfont Abbey.

## Auszeichnungen
Die 'Constance Spry' wurde 1993 mit dem Award of Garden Merit der Royal Horticultural Society  ausgezeichnet.